# L'Arnaqueur de Hong Kong
Série
Les Dieux du jeu
(1989) Les Dieux du jeu 3 : Les Débuts
(1996)
Pour plus de détails, voir Fiche technique et Distribution.
L'Arnaqueur de Hong Kong (賭神2, Dou san 2, litt. « Le Dieu du jeu 2 ») une comédie dramatique d'action hongkongaise écrite et réalisée par Wong Jing et sortie en 1994 à Hong Kong.
Suite du succès Les Dieux du jeu, ce film marque le retour du personnage de Ko Chum joué par Chow Yun-fat.

## Synopsis
Ko Chun (Chow Yun-fat), surnommé « le Dieu du jeu », vit maintenant une retraite paisible dans un manoir en France avec sa femme enceinte, et refusant désormais toute tentative de rejouer aux jeux qui étaient dangereux dans le passé pour mener une vie tranquille. Jusqu'à que Chau Siu-Chee (Wu Hsing-kuo), un joueur taïwanais, le recherche pour le défier, il retrouve sa résidence et pour provoquer Ko Chun en duel, il lui dérobe 18 millions de dollars qu'il devait gérer pour une œuvre de charité et il tue sa femme et l'enfant qu'elle portait pendant son absence. Ko Chun retrouve sa femme mourante et il promet de la venger, mais avant de mourir sa femme lui demande de faire une promesse de ne pas rejouer ni de révéler son identité pendant un an. Ko Chun se rend en Asie en quête de vengeance, sans oublier toutefois la promesse qu'il a faite.

## Fiche technique
- Réalisation : Wong Jing
- Scénario : Wong Jing
- Production : Jimmy Heung
- Musique : Lowell Lo
- Photographie : Tony Miu King Fai, Horace Wong Wing Hang
- Montage : Poog Heug
- Pays d'origine :  Hong Kong
- Langues originales: Cantonais
- Genre : Comédie dramatique et action
- Durée : 126 min.
- Studio : Win's Movie Production & Co
- Date de sortie :
  -  Hong Kong : 15 décembre 1994
  -  Taïwan : 17 décembre 1994
  -  Corée du Sud : 24 décembre 1994

## Distribution
- Chow Yun-fat : Ko Chun
- Tony Leung Ka-fai : Petite Trompette
- Charles Heung : Dragon
- Jacklyn Wu : Yiu Yiu
- Chingmy Yau : Hoi Tong
- Elvis Tsui : le capitaine de police
- Wu Hsing-kuo : Chau Siu-Chee
- Sharla Cheung : Wan Yau, la femme de Ko Chun

## Box-office
À Hong Kong, le film a rapporté 52 529 768 HK$.